# 鳌头镇 (茂名市)
鳌头镇，是中华人民共和国广东省茂名市茂南区下辖的一个乡镇级行政单位。

## 行政区划
鳌头镇下辖以下地区：
鳌头社区、鳌头村、北淦村、合岗村、文运村、彰教山村、塘边村、林道村、文蓬村、潮利村、民庆村、飞马一村、飞马二村、飞马三村、梅州村、新村、园子坡村、公文村、腾蛟村、塘扎村、衍水村、白鹤坡村、梅里坡村、下村、官地村和禾步村。